# Matthias Rößler

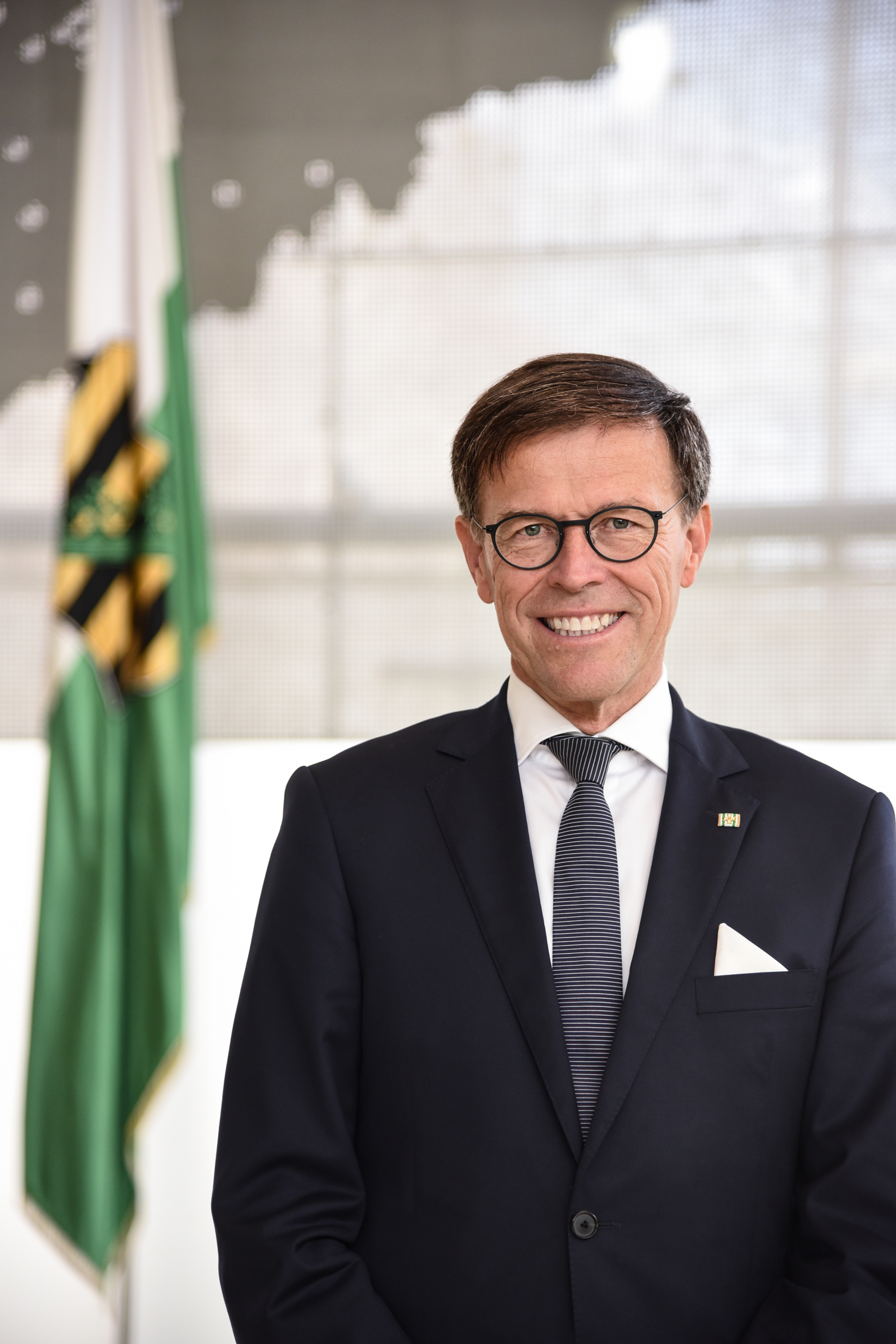
Matthias Rößler, 2018

Matthias Erich Rößler (* 14. Januar 1955 in Dresden) ist ein deutscher Politiker (CDU). Er war von 1990 bis 2024 Mitglied des Sächsischen Landtags. Von 1994 bis 2004 war er zunächst als Kultus- und später als Wissenschafts- und Kunstminister Mitglied der sächsischen Landesregierung. Von 2009 bis 2024 bekleidete er das Amt des Präsidenten des Sächsischen Landtags.

## Leben
Der Sohn eines selbständigen Gärtnermeisters aus Cossebaude besuchte in seinem Heimatdorf die Schule. Als Sohn einer kinderreichen Familie wurde er trotz des Besuchs der Christenlehre und Verweigerung des Eintritts in die sozialistischen Jugendorganisationen auf die EOS Romain Rolland, das heutige Romain-Rolland-Gymnasium Dresden, delegiert, wo er 1973 sein Abitur ablegte. Trotz eines Abiturdurchschnitts von 1,0 wurde ihm aufgrund seiner „falschen“ Weltanschauung die Aufnahme eines Völkerkunde-Studiums verwehrt und ein technisches Studium nahegelegt. Nach Ableisten seines Grundwehrdienstes in der Nationalen Volksarmee (NVA) nahm er 1975 an der TU Dresden ein Maschinenbaustudium auf, das er 1979 mit dem Diplom abschloss. Anschließend arbeitete er als Forschungsassistent an der Hochschule für Verkehrswesen in Dresden. Dort promovierte er 1983 mit der Thematik Experimentelle Untersuchungen charakteristischer Strömungserscheinungen in einem speziellen geraden Gitter bei hochturbulenter Anströmung zum Dr.-Ing. auf dem Gebiet der Strömungs- und Modelltechnik. Nach einer Assistenzzeit an der Verkehrshochschule war er von 1985 bis 1990 Entwicklungsingenieur und Leiter einer Forschungsgruppe im Kombinat Lokomotivbau Elektrotechnische Werke „Hans Beimler“ Hennigsdorf. Gleichzeitig arbeitete er seit 1989 an der Akademie der Wissenschaften zu Themen der Grundlagenforschung. Er ist Inhaber einiger genutzter Patente und Autor mehrerer wissenschaftlicher Publikationen.
Matthias Rößler ist seit 1979 verheiratet und hat zwei Söhne. Er lebt in Dresden-Cossebaude.

## Politik
Die politische Laufbahn von Rößler begann 1989 während der friedlichen Revolution.

### Wirken während der friedlichen Revolution
Rößler trat 1989 der Oppositionsbewegung Demokratischer Aufbruch bei. Er übernahm Funktionen im zentralen Parteivorstand in Berlin und war wissenschaftspolitischer Sprecher der Partei. Zugleich gehörte er dem Landesvorstand Sachsen an, den er am Runden Tisch des Bezirkes Dresden vertrat. In diesem Zusammenhang soll auf ihn nach eigenen Angaben ein Anschlag verübt worden sein. Er war Mitglied im Koordinierungsausschuss für die Wiedererrichtung des Freistaates Sachsen sowie Landesstrukturbeauftragter und Leiter des Arbeitsstabes „Kultus“. Als Leiter der Fachkommission „Wissenschaft und Bildung“ bzw. „Hochschule und Wissenschaft“ der Gemischten Kommission Sachsen/Baden-Württemberg war Rößler an der Bildung des Kultusministeriums des Freistaates Sachsen beteiligt. Im Oktober 1990 wurde er Mitglied der CDU.  Er war einer der Initiatoren zur Gründung des Hannah-Arendt-Instituts für Totalitarismusforschung in Dresden, in dem totalitäre Strukturen und ihre Auswirkungen auf Mensch und Gesellschaft erforscht werden.

### Regierungstätigkeit
Vom 6. Oktober 1994 bis 2. Mai 2002 war Rößler Sächsischer Staatsminister für Kultus im Kabinett Biedenkopf II und Kabinett Biedenkopf III. In dieser Funktion hatte er von 1995 bis 1996 auch den Vorsitz der deutschen Sportministerkonferenz inne. Vom 2. Mai 2002 bis 11. November 2004 war er Sächsischer Staatsminister für Wissenschaft und Kunst im Kabinett Milbradt I.

### Abgeordnetentätigkeit
Seit der 1. Legislaturperiode des wiedererrichteten Sächsischen Landtags gehört Rößler dem Parlament als Abgeordneter an. Von 1990 bis 1994 war er wissenschaftspolitischer Sprecher der CDU-Fraktion. 2005 bis 2007 vertrat er seine Fraktion als Obmann in der Enquete-Kommission „Demografische Entwicklung“ des Sächsischen Landtags. In den Jahren 2006 bis 2009 war Rößler finanzpolitischer Sprecher der CDU-Fraktion, 2008 bis 2009 fungierte er als stellvertretender Fraktionsvorsitzender. Am 16. September 2009 wurde er von der sächsischen CDU-Landtagsfraktion zum Nachfolger des aus dem Sächsischen Landtag ausgeschiedenen Landtagspräsidenten Erich Iltgen nominiert und am 29. September mit 82 Stimmen der 132 Parlamentarier in dieses Amt gewählt. Am 29. September 2014 wurde Rößler mit 73 Stimmen der 126 Parlamentarier in diesem Amt bestätigt. Am 1. Oktober 2019 wählten die Abgeordneten Rößler zum dritten Mal zum Präsidenten des Sächsischen Landtags. Für ihn stimmten 87 der 119 Abgeordneten.
Rößler zog jeweils als direkt gewählter Abgeordneter in das Landesparlament ein, seit 2004 durchgehend für den Wahlkreis Meißen 4 (Coswig, Moritzburg, Radebeul).
Im Juni 2023 kündigte er an, bei der Landtagswahl 2024 auf eine Kandidatur für den Landtag verzichten zu wollen.

### Funktionen in der CDU
Matthias Rößler ist Mitglied des Landesvorstands der CDU Sachsen. Von 1991 bis 2009 war er Kreisvorsitzender der CDU Meißen. In den Jahren 2006 bis 2007 war er Mitglied der Grundsatzkommission der Bundespartei. Im Oktober 2024 warnte er zusammen mit dem ehemaligen CDU-Bundestagsabgeordneten Arnold Vaatz und anderen ehemaligen Funktionsträgern der CDU Sachsen vor einer Koalition auf Landesebene mit dem Bündnis Sahra Wagenknecht.

### Sonstige Tätigkeiten
Von 2006 bis 2007 leitete Rößler als Vorsitzender in Hamburg die Enquete-Kommission Konsequenzen der PISA-Studie für Hamburgs Schulentwicklung der Bürgerschaft der Freien und Hansestadt Hamburg zur Reform des Schulwesens. Vom 1. Dezember 2006 bis 14. Oktober 2007 war er Mitglied im Verwaltungsrat der Landesbank Sachsen. 2007 bis 2009 war er stellvertretendes Mitglied und Vertreter der deutschen Landtage bei der Föderalismuskommission des Bundes und der Länder zur Neuordnung der Finanzbeziehungen.

## Sonstiges Engagement
Rößler ist ehrenamtlicher Präsident des Kuratoriums für den Tag der Sachsen. Der Tag der Sachsen ist das größte Volks- und Vereinsfest im Freistaat, das jährlich am ersten Septemberwochenende in einer anderen sächsischen Stadt stattfindet. Rößler gehört als stellv. Vorsitzender des Stiftungsrates der Stiftung Frauenkirche Dresden an. Außerdem ist er Vorsitzender des Kuratoriums Forum Mitteleuropa beim Sächsischen Landtag. Das Forum Mitteleuropa wurde 2011 von Rößler als neue Form der politischen Kommunikation und zur Ergänzung des politischen Diskurses in Mitteleuropa ins Leben gerufen wurde. Des Weiteren fungiert Rößler als Vorsitzender des wissenschaftlichen Beirates der Archäologischen Gesellschaft in Sachsen e. V. Er engagierte sich zudem für die deutsch-amerikanischen Beziehungen in der Atlantikbrücke sowie im Petersburger Dialog. Hierzu findet alljährlich das Zukunftsforum Schloss Wackerbarth mit russischen Politikern und Experten statt. Von 2015 bis 2019 war Rößler Präsident des Landestourismusverbandes Sachsen e. V.

## Ehrungen
Am 26. Mai 2005 wurde ihm von dem damaligen Landtagspräsidenten Erich Iltgen für die „Mitgestaltung der Grundzüge der sächsischen Bildungspolitik“ die Sächsische Verfassungsmedaille verliehen. Seit seiner Wahl zum Landtagspräsidenten ist er von Amts wegen Träger des Sächsischen Verdienstordens. Für sein europäisches Engagement, womit insbesondere seine Initiative zur Gründung des „Forums Mitteleuropa beim Sächsischen Landtag“ adressiert ist, verlieh ihm die Landeshauptfrau Johanna Mikl-Leitner am 28. April 2017 das Goldene Komturkreuz mit dem Stern des Ehrenzeichens für Verdienste um das Bundesland Niederösterreich. Am 30. Oktober 2017 hat Rößler das Offizierskreuz des Verdienstordens von Ungarn erhalten. Botschafter Péter Györkös, überreichte ihm den Orden, mit dem „sein beispielgebendes Wirken zur Förderung der ungarisch-deutschen und der ungarisch-sächsischen Beziehungen und zur Stärkung des guten Rufs von Ungarn“ gewürdigt wurde. Rößler engagiert sich u. a. im Forum Mitteleuropa für enge und gute Beziehungen Sachsens zu den osteuropäischen Ländern.

## Schriften
- Wir wollten keine andere DDR. In: Eckhard Jesse: Friedliche Revolution und deutsche Einheit – Sächsische Bürgerrechtler ziehen Bilanz. Ch. Links, Berlin 2006, ISBN 978-3-86153-379-5, S. 196–209, S. 266–268.
- Blühende Landschaften – Sichtbares Zeichen verbesserter Lebensqualität. In: Dagmar Schipanski, Bernhard Vogel: Dreißig Thesen zu Deutschen Einheit. Herder, Freiburg 2009, ISBN 978-3-451-30342-5, S. 172–181.
- Patriotismus, Nation und gesellschaftlicher Zusammenhalt. In: derselbe: Einigkeit und Recht und Freiheit – Deutscher Patriotismus in Europa. Herder, Freiburg 2006, ISBN 978-3-451-23032-5.